# Traverse Peak
Der Traverse Peak ist ein Berg im Grand-Teton-Nationalpark im Westen des US-Bundesstaates Wyoming. Er hat eine Höhe von 3369 m und ist Teil der Teton Range in den Rocky Mountains. Er liegt östlich der Moran Bay am Jackson Lake und erhebt sich hinter dem Bivouac Peak. Der Mount Moran liegt einige Kilometer südlich, der Raynolds Peak östlich. Der Traverse Peak ist von zwei tiefen Schluchten umgeben, dem Moran Canyon im Süden und dem Snowshoe Canyon im Norden.

## Belege
1. ↑  Peakbagger: Traverse Peak. Abgerufen am 30. Januar 2021.
2. ↑  Geonames: Traverse Peak. Abgerufen am 30. Januar 2021.